# لیبرو پری
لیبرو پری (انگلیسی: Líbero Parri؛ زادهٔ ۱۸ ژانویهٔ ۱۹۸۲) بازیکن فوتبال اهل اسپانیا است.
از باشگاه‌هایی که در آن بازی کرده‌است می‌توان به باشگاه فوتبال راسینگ سانتاندر، باشگاه فوتبال نومانسیا، باشگاه فوتبال لوانته، باشگاه فوتبال آلباسته بالومپیه، باشگاه خیمناستیک تاراگونا، باشگاه فوتبال الچه، باشگاه فوتبال کادیس، باشگاه فوتبال ویارئال، و باشگاه فوتبال والنسیا اشاره کرد.
وی همچنین در تیم‌های ملی فوتبال زیر ۱۶ سال اسپانیا، زیر ۱۷ سال اسپانیا، زیر ۱۸ سال اسپانیا، و زیر ۲۱ سال اسپانیا بازی کرده‌است.